# کوه کیپی پیری
کوه کیپی پیری (به لاتین: Mount Kipipiri) یک کوه در کنیا است که در شهرستان نیری واقع شده‌است. کوه کیپی پیری ۳٬۳۴۹ متر بالاتر از سطح دریا واقع شده‌است.